# Bulán (Ecuador)
Bulán es una parroquia del cantón Paute, en la provincia de Azuay (Ecuador). Se ubica a 10 minutos de la cabecera cantonal de Paute.
Es una de las tierras ecuatorianas con el mejor durazno del país.

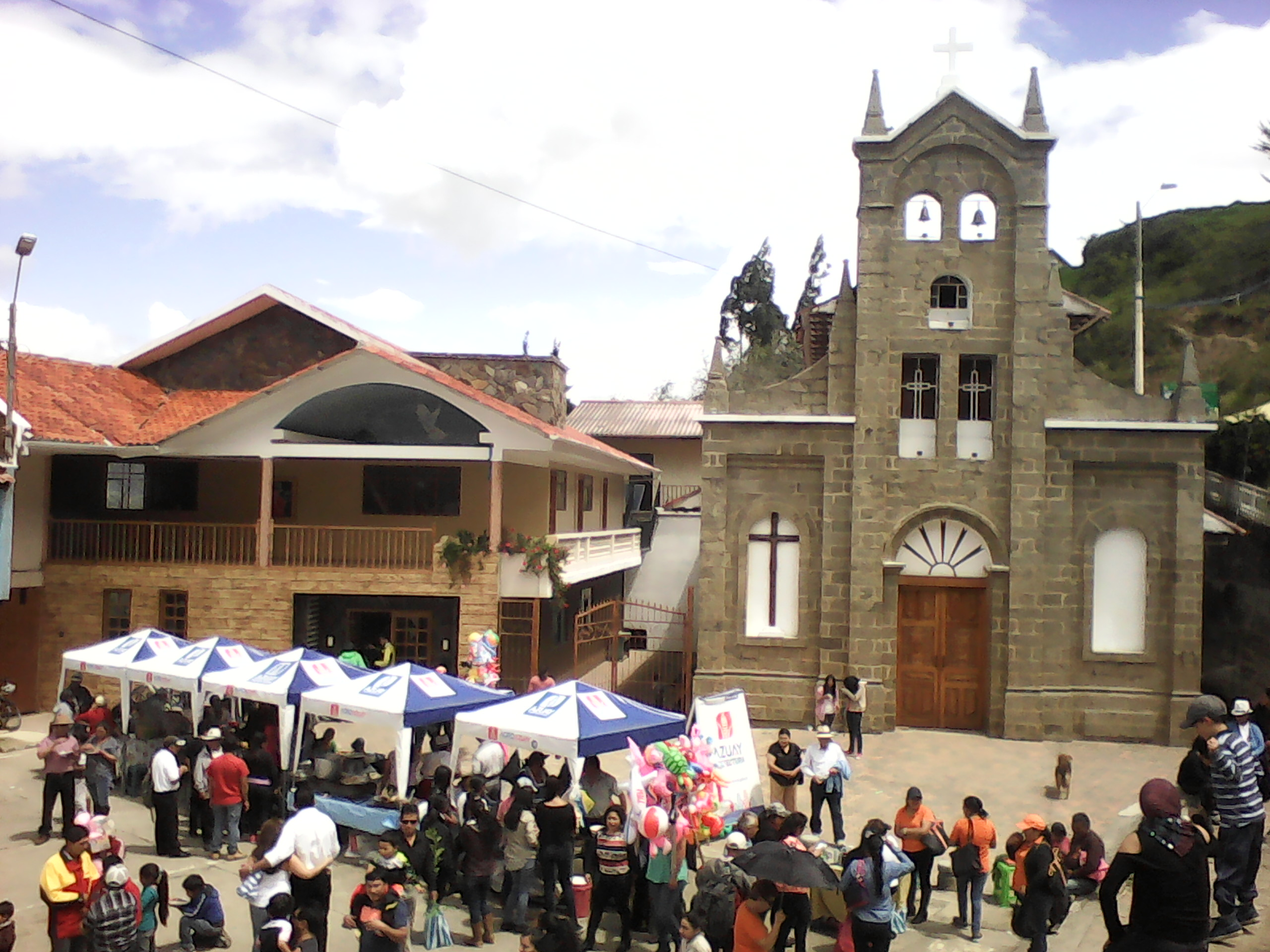
Iglesia de Bulán